# Groß Nordende
Groß Nordende (niederdeutsch: Groten Noordinn) ist eine Gemeinde im Kreis Pinneberg in Schleswig-Holstein. Die Gemeinde besteht aus den Ortsteilen Lander, Krull und Strohsack.

## Geografie und Verkehr
Groß Nordende liegt am Rand der Seestermüher Marsch an der Bundesstraße 431 nördlich von Uetersen. Die Gemeinde ist durch Linienbusverkehr im Hamburger Verkehrsverbund mit Elmshorn, Uetersen und Wedel und damit mit dem Großraum Hamburg verbunden. Direkte Nachbarstädte und -gemeinden sind Uetersen, Neuendeich, Seester, Klein Nordende und Heidgraben.

## Geschichte
Groß Nordende war früher eine Siedlung, die sich im Norden von Uetersen bildete. Erstmals wurde Groß Nordende 1584 erwähnt. Ab 1787 gehörte Groß Nordende zur Amtsvogtei Uetersen, die sich 1835 in drei Distrikte gliederte. Darunter auch der Groß Nordender Distrikt, wodurch die Gemeinde als Distriktverwaltung ein gehobenes Ansehen und eine gewisse Selbständigkeit genoss. Mehrere Kriege musste die Gemeinde mitmachen und im Jahr 1735 mussten die Leute des Geestlandes als Tagelöhner ihren Unterhalt verdienen. Zu jener Zeit war der Kuhhirte eine Art „Amtsperson“ und genoss ein gewisses Ansehen in den Dörfern, zumal er als Kundiger der Viehkrankheiten und der Heilkräuter den Tierarzt ersetzte. Nach gleichen „Rezepten“ behandelte er vermutlich auch die Einwohner. Nach Aufteilung der „Almende“ und dem Aufstieg der Landwirtschaft ging das Amt des Gemeindehirten allmählich ein.

## Politik

### Gemeindevertretung
Bei der Kommunalwahl am 14. Mai 2023 wurden insgesamt elf Sitze vergeben. Von diesen erhielt die Alte Kommunale Wählergemeinschaft in der Gemeinde Nordende sieben Sitze und die Gemeinschaft unabhängiger Bürger ´82 in Groß Nordende erhielt vier Sitze.

### Wappen
Blasonierung: „Von Gold und Grün durch einen rot-silbern geteilten Balken schräg geteilt. Oben ein rotes Wagenrad, unten ein silbernes Bauernhaus mit rotem Giebel, Türen und Fenstern.“

## Kultur und Sehenswürdigkeiten
Das mit Schnitzereien verzierte ehemalige Schulgebäude wird jetzt als Dorfgemeinschaftshaus genutzt und steht unter Denkmalschutz. Außerdem reihen sich an der B 431 mehrere historische Bauernhöfe aneinander. Früher war die Straße Teil des Ochsenwegs. Das Gebäude des ehemaligen Ochsenweg-Krugs „Strohsack“  ist noch erhalten. Die Straße und die Bauernhäuser liegen auf der erhöhten Geest am Marschrand, die Ländereien liegen oft in der Marsch.
- Historische Gebäude am Marschrand (Dorfstraße)
- Villa Meyn
- Villa mit Jugendstilelementen
- Baujahr: 1907
- Dorfstraße 35Foto: 1996
- Ehemalige Gaststätte Strohsack
- Fachhallenhaus mit Lager
- Baujahr: 1785
- Dorfstraße 37Foto: 2013
- Sogenannter Möllerhof
- Kleines Fachhallenhaus
- Bis 1923 Rauchhaus
- Dorfstraße 49Foto: 2020
- Hof Hellgrund - Koelbel
- Fachhallenhaus mit Anbau
- Dorfstraße 67Foto: 2007
- Hof Käckenhoff
- Fachhallenhaus mit Anbau
- Dorfstraße 69Foto: 2007
- Ehemaliger Hof Piening
- Fachhallenhaus
- Dorfstraße 71Foto: 2007

Der Ortsteil Lander liegt abseits des Straßendorfs in der angrenzenden Marsch. Hier steht eines der ältesten Bauernhäuser der Region, der Hof von Döhren von 1663.
- Höfe im Ortsteil Lander
- Hof von Döhren
- Fachhallenhaus von 11 Fach
- mit neuerem Anbau
- Baujahr: 1663
- Lander 6Foto: 2003
- Hof von Döhren
- Fachwerk am Giebel mit Inschrift
- Ziegelmuster
- Lander 6Foto: 2003
- Hof Harms
- Fachhallenhaus von 10 Fach
- Halbkreuzhaus mit Sommerflügel
- Baujahr: 1717
- Lander 4Foto: 2020

## Wirtschaft
Die landwirtschaftlichen Nutzflächen von 560 Hektar sind teilweise in der Geest, teilweise in der Marsch gelegen. Sie werden für Landwirtschaft und Erwerbsgartenbau genutzt. Während 1945 noch 30 Gartenbaubetriebe ansässig waren, sind es heute noch fünf Höfe. An der B 431 entstanden mehrere Hofläden und ein Bauernhofcafé.
Dazu ist der Wikingerhof "Norvik", der überregional bekannt ist, in Groß Nordende beheimatet.